# コンプロン県
コンプロン県（コンプロンけん、ベトナム語：Huyện Kon Plông?）は、ベトナム社会主義共和国コントゥム省の県。面積は1371.2km²、人口は27,227人（2018年）である。

## 行政区画
1市鎮8社から構成される。